# Pedro Luis Capó Payeras
Pedro Luis Capó Payeras (nacido en Mahón, Menorca, el 8 de diciembre de 1989), conocido como Pedro Capó, es un futbolista español que juega de mediocampista para el Bengaluru Football Club de la Superliga de India. 

## Trayectoria
Formado en las categorías inferiores del Atlético Baleares abandonaría el club al término de su etapa juvenil para jugar en las filas del Peña Ciudadela y Club de Fútbol Sporting Mahonés en Tercera División.
En 2011 firma por el Celta de Vigo para ser jugador del Real Club Celta de Vigo "B" en la Segunda División B de España, pero tras el descenso a la Tercera División de España, la temporada siguiente decide regresar al RCD Mallorca B.
En las filas del RCD Mallorca B volvería a descender a la Tercera División de España, por lo que en verano de 2013 firma por el Atlético Baleares de la Segunda División B de España.
En las siguientes temporadas jugaría en las filas del Arroyo Club Polideportivo con el que volvería a descender a la Tercera División de España, Club Deportivo Llosetense y SD Leioa con el que se quedó a solo un punto de jugar play-offs de ascenso a la Segunda División.
En la temporada 2017-18, firma por el Centre d'Esports Sabadell Futbol Club de la Segunda División B de España procedente de la SD Leioa.
Durante la temporada 2019-20, disputó 25 partidos en liga y 3 partidos en Copa del Rey, temporada que acabaría con el ascenso a la Segunda División de España tras vencer por penaltis en la eliminatoria por el ascenso frente al FC Barcelona B.
Tras conseguir el ascenso, en agosto de 2020 renueva su contrato con el Centre d'Esports Sabadell Futbol Club para jugar la temporada 2020-21 en la Segunda División de España.
El 30 de agosto de 2021, firma por el CD Eldense de la Segunda División RFEF con quien consiguió el ascenso a Primera División RFEF el 28 de Mayo tras vencer al Sestao River 1-0.

## Clubes
| Club                                  | País   | Año         |
| ------------------------------------- | ------ | ----------- |
| Peña Ciudadela                        | España | 2008 - 2009 |
| Club de Fútbol Sporting Mahonés       | España | 2009 - 2011 |
| Real Club Celta de Vigo "B"           | España | 2011 - 2012 |
| RCD Mallorca B                        | España | 2012 - 2013 |
| Atlético Baleares                     | España | 2013 - 2014 |
| Arroyo Club Polideportivo             | España | 2014 - 2015 |
| Club Deportivo Llosetense             | España | 2015 - 2016 |
| SD Leioa                              | España | 2016 - 2017 |
| Centre d'Esports Sabadell Futbol Club | España | 2017-2021   |
| CD Eldense                            | España | 2021-2024   |
| Bengaluru Football Club               | India  | 2024-       |